# Jan Tops
Jan Tops, född den 5 april 1961 i Valkenswaard i Nederländerna, är en nederländsk ryttare.
Han tog OS-guld i lagtävlingen i hoppning i samband med de olympiska ridsporttävlingarna 1992 i Barcelona.